# Anisoplia hirta
Anisoplia hirta är en skalbaggsart som beskrevs av Zaitzev 1917. Anisoplia hirta ingår i släktet Anisoplia och familjen Rutelidae. Inga underarter finns listade i Catalogue of Life.